# آلبر امون
آلبر آمون (فرانسوی: Albert Emon‎؛ زادهٔ ۲۴ ژوئن ۱۹۵۳) بازیکن و مربی سابق فوتبال اهل فرانسه است.
از باشگاه‌هایی که در آن بازی کرده‌است می‌توان به باشگاه فوتبال موناکو، باشگاه فوتبال المپیک لیون، باشگاه فوتبال استاد رنس، باشگاه فوتبال کن، و باشگاه فوتبال المپیک مارسی اشاره کرد.
وی همچنین در تیم ملی فوتبال فرانسه بازی کرده‌است.